# Poisson rouge
Carassius auratus, Carassius auratus auratus · Carassin doré, Cyprin doré
Pour les articles homonymes, voir Poisson rouge (homonymie).
Espèce
Synonymes
- Carassius auratus auratus (Linnaeus, 1758)

Statut de conservation UICN

LC : Préoccupation mineure
Le Poisson rouge ou Carassin doré (Carassius auratus) est une espèce de poissons d'eau douce appartenant à la famille des Cyprinidés. Sélectionné dans les élevages, on retrouve ce poisson d'eau froide dans les bassins du monde entier mais également dans les aquariums et réserves d'eaux pluviales dans lesquelles il permet d'éviter la présence de moustiques. Il est considéré de nos jours comme un animal domestique. Les formes ornementales telles que nous les connaissons au XXIe siècle sont issues de la forme sauvage de l'espèce, un Carassin de couleur gris doré, proche du Carassin commun, vivant dans les eaux douces, calmes et tempérées d'Europe et de Chine. L'élevage sélectif pratiqué depuis les premières dynasties chinoises a permis d'obtenir des variétés dont la morphologie n'a plus beaucoup de points communs avec le carassin doré sauvage, variétés qui font l'objet de concours.
C'est un poisson résistant, dont l'espérance de vie est de 30 ans, avec un record du monde de plus de 43 ans. Il peut parfaitement être maintenu en captivité dans un bassin ou dans un très grand aquarium. En revanche, le traditionnel bocal est de plus en plus dénoncé, voire interdit dans certains pays, car il ne permet pas d'assurer le bien-être de ce poisson qui, à l'âge adulte et selon la variété, mesure entre 15 et 47 cm de longueur. En aquariophilie, il est l'un des poissons les plus populaires au monde.

## Dénominations
- Nom scientifique valide : Carassius auratus (Linnaeus, 1758)[1].
- Nom normalisé (nom technique) FAO : Poisson rouge[2], Carassin doré (Union européenne[3]), Carassin[2] (= Cyprin, anciennement Cyprin doré[2]), Cyprin doré[4] (Québec[5],[3]).
- Noms vulgaires (vulgarisation scientifique) recommandés ou typiques en français : Poisson rouge[6],[7],[8],[3],[4] (Belgique, France, Madagascar, Île Maurice, La Réunion, Seychelles, Suisse[2]) et Carassin doré[7],[6],[8],[4] (France, Madagascar, Maurice, Réunion, Seychelles[2]).
- Autres noms vulgaires ou noms vernaculaires (langage courant) pouvant désigner éventuellement d'autres espèces : carassin[8] (Canada[2]), Cyprin doré[8],[6] (France, Canada[2]), Poisson rouge commun[6], Dorade de Chine[8],[6] (France[2]).

## Description de l'espèce

### Forme sauvage
Le carassin doré sauvage est un poisson de couleur gris doré de forme simple, mais l'espèce a considérablement évolué au cours des siècles dans les élevages. Le corps est allongé, la queue et les nageoires petites par rapport au corps. À l'âge adulte, il mesure en moyenne 20 cm avec une large disparité entre les individus dont la longueur peut varier entre 10 et 35 cm.
Le dimorphisme sexuel, c'est-à-dire la différence entre le mâle et la femelle, n'est généralement pas apparent. Il faut attendre la période de reproduction (le frai) pour que l'aspect plus arrondi du corps des femelles et de discrètes modifications au niveau de l'anus de celles-ci, quand elles s'apprêtent à pondre, permettent de les distinguer des mâles qui développent de leur côté des sortes de nodules (les boutons de noce) sur les ouïes et les nageoires postérieurs (nageoires pelviennes).

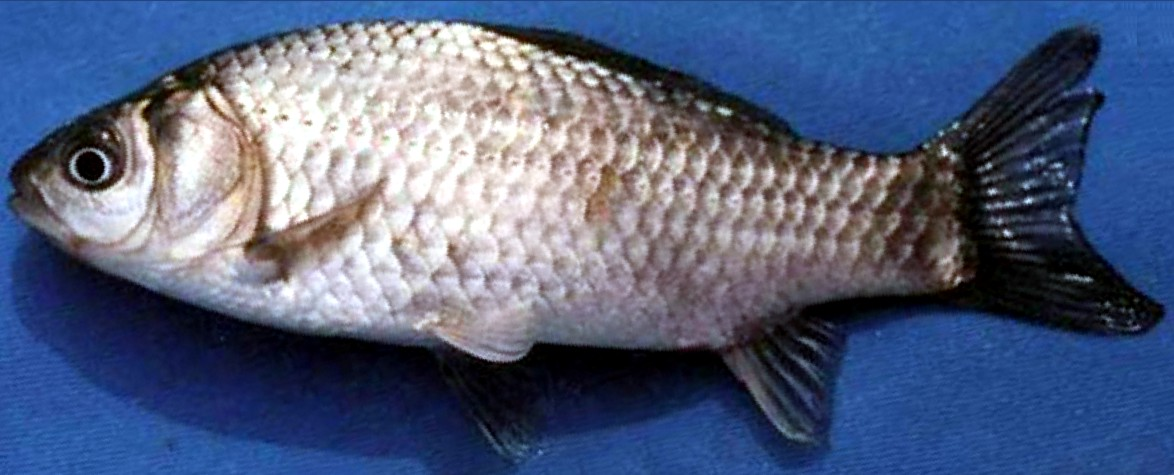
Spécimen sauvage, en Chine.
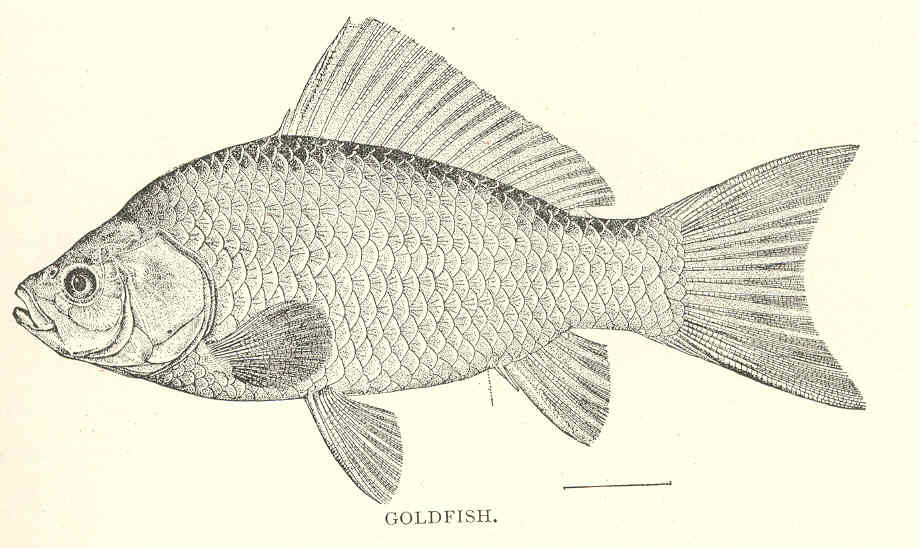
Poisson rouge, planche de 1902.
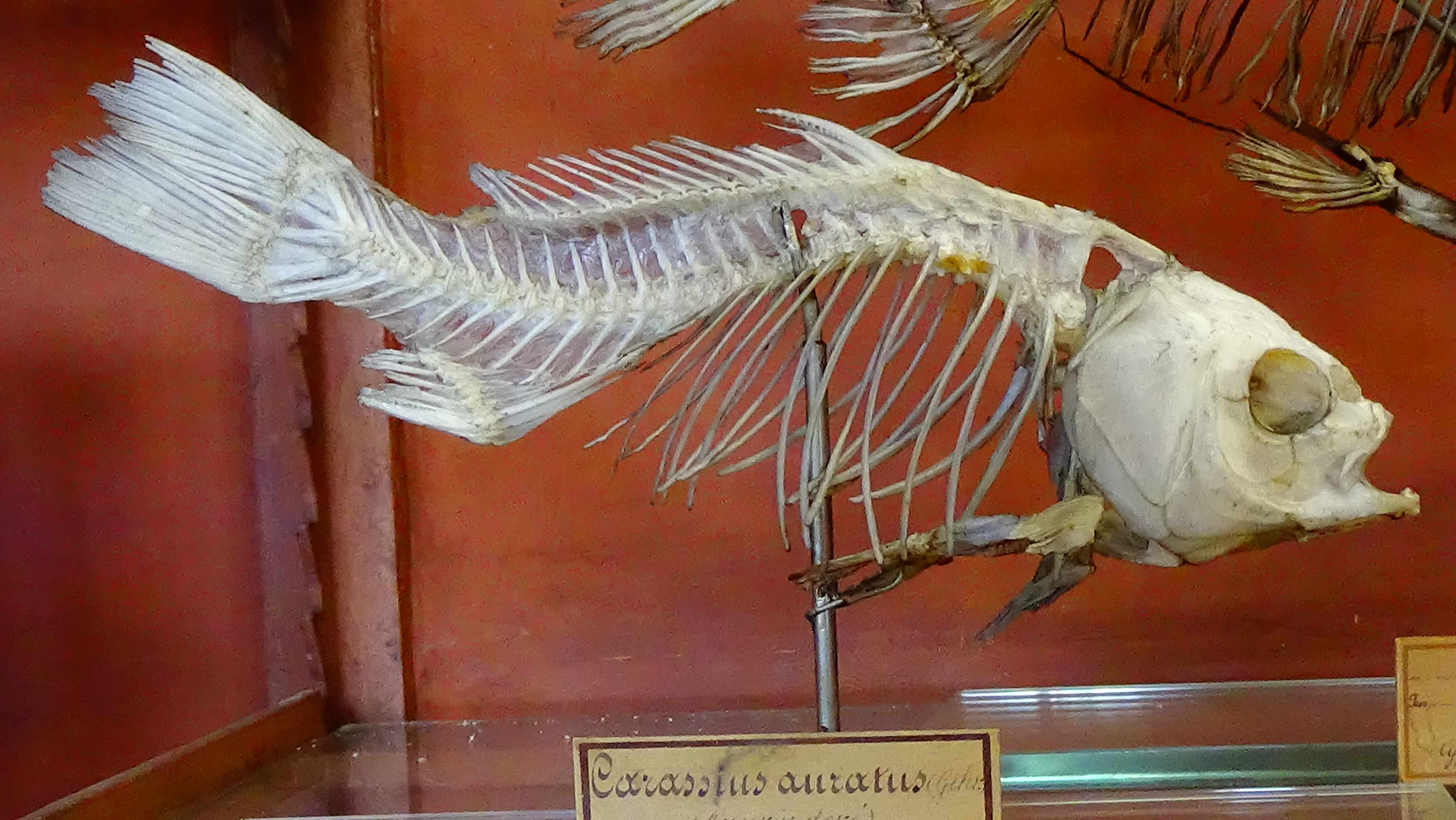
Squelette de Carassius auratus conservé au Muséum national d'histoire naturelle à Paris.

### Formes d'élevage
Le poisson rouge commun de bassin diffère peu de la forme sauvage, si ce n'est par sa couleur plus vive. Il mesure en moyenne 20-30 cm en bassin avec, comme pour le carassin doré sauvage, une large disparité entre les individus dont la longueur varie en moyenne entre 10 et 35 cm. Toutefois, pour le poisson rouge commun, un record de 47,4 cm est attesté aux Pays-Bas. Les autres variétés domestiques sont généralement plus petites. Ainsi la comète, le shubunkin, le sarasa et le carassin noir, aussi rustiques que le poisson rouge commun, dépassent rarement les 20 cm en bassin. Les variétés moins rustiques, aux caractéristiques physiques particulières obtenues par mutations comme le télescope aux yeux proéminent, la lorgnette de ciel aux yeux retournés vers le haut, etc., sont également plus petites mais aussi beaucoup moins actives ce qui les rend plus aptes à la vie en aquarium.

#### Variétés
Toutes sortes de variétés colorées sont apparues, de même que des mutations plus importantes au niveau de la forme du corps, très recherchées chez ces poissons ornementaux.
Après plusieurs croisements et sélections, de nouvelles variétés ont été créées, comme l'Oranda, le Comète, le Télescope, la Tête de lion, l'Uranoscope… Dans ces cas, les couleurs mais aussi la morphologie des poissons ont été considérablement modifiées par mutations progressives. Les poissons peuvent avoir un corps plus rond, une queue double voire triple, des excroissances sur la tête, une nageoire dorsale plus haute, voire absente…
Il existe de nombreuses variétés dites de « poissons rouges ». En voici quelques-unes :
| Poisson rouge commun | Poisson rouge commun | Black Moor | Black Moor                   | Bubble Eye | Bubble Eye       |
| --- | -------------------- | --- | ---------------------------- | --- | ---------------- |
| Le Poisson rouge commun ne diffère de son plus proche parent que par la couleur. Il existe de nombreuses variétés de couleurs dont le rouge, orange / or, blanc, noir et jaune. |                      | Le Black moor est une variété originale de poisson télescope qui a des yeux caractéristiques exorbités. On l'appelle aussi popeye, télescope, kuro demekin au Japon et œil-de-dragon en Chine.                                        |                              | Le Bubble Eyes ou Uranoscope présente deux poches semi-translucides sous les yeux. Si ces poches se crèvent, elles ne peuvent pas se régénérer (sauf si la peau de la bulle est encore présente, auquel cas elle regonflera tranquillement). Il s'agit donc d'une variété très fragile. |                  |
| Céleste | Céleste              | Comète | Comète                       | Queue d'éventail | Queue d'éventail |
| Le Céleste a une double queue et une paire d'yeux télescopes regardant vers le ciel.                                                                                            |                      | La Comète est la variété la plus commune aux États-Unis. Il est semblable au poisson rouge commun, mais un peu plus petit et plus mince, et se distingue surtout par sa longue queue fourchue.                                        |                              | La Queue d'éventail est la forme occidentale du Ryukin et possède un corps en forme d'œuf, une nageoire dorsale haute, une longue nageoire caudale quadruple et aucune bosse sur le dos.                                                                                                |                  |
| Tête de lion | Tête de lion         | Oranda | Oranda                       | Perlé | Perlé            |
| La Tête de lion n'a pas de nageoire dorsale et a une excroissance sur toute la tête, pouvant faire penser à une crinière de lion. Ce poisson est le précurseur du Ranchu.       |                      | L'Oranda présente une excroissance sur le dessus de la tête. Lorsque cette excroissance recouvre aussi les opercules brachiaux, le poisson est appelé « Oranda hollandais » ou « Tête de lion hollandais ».                           |                              | Le Perlé a des écailles proéminentes en forme de perle, d'où son nom. |                  |
| Pompon | Pompon               | Ryukin | Ryukin                       | Shubunkin | Shubunkin        |
| Le Pompon possède des excroissances des tubercules naseaux. |                      | Le Ryukin est reconnaissable par son long voile double sur sa nageoire caudale. Il a un corps particulièrement étiré en hauteur, avec une cassure entre la tête et le corps.                                                          |                              | Le Shubunkin a une queue simple et possède une couleur bigarrée, rouge, noir, blanc et bleuté. Il existe plusieurs variétés de Shubunkin. |                  |
| Télescope | Télescope            | Ranchu | Ranchu                       | Panda Moor | Panda Moor       |
| Le Télescope a les yeux hypertrophiés et parfois asymétriques. |                      | Le Ranchu ou Tête de buffle est semblable à la Tête de lion, mais il a une excroissance moins développée et une tête plus triangulaire, et il possède un dos plus voûté que la Tête de lion. Sa nageoire caudale est située plus bas. |                              | Le Panda Moor a un motif de couleur caractéristique en noir et blanc et les yeux globuleux. |                  |
| Queue voile | Queue voile          | Poisson rouge-papillon | Poisson rouge-papillon       | Météor | Météor           |
| La Queue voile est connue pour sa queue longue et double. |                      | |                              | Le Météor n'a pas de nageoire caudale mais une nageoire anale très développée. |                  |
| Lionchu | Lionchu              | Poisson rouge œuf de poisson | Poisson rouge œuf de poisson | Shukin | Shukin           |
| Le Lionchu résulte du croisement d'un Tête de lion et d'un Ranchu. |                      | Le Poisson rouge œuf de poisson n'a pas de nageoire dorsale et a une forme ovoïde prononcée. |                              | Le Shukin est issu du croisement d'un Ranchu et d'un Oranda à la fin du XIXe siècle au Japon. |                  |

## Mode de vie et reproduction
Ce poisson d'eau douce est une espèce adaptable qui vit en bancs. Il est omnivore à tendance insectivore et détritivore. En extérieur il trouve en principe de la nourriture vivante (principalement des insectes tombés à l'eau) et végétale en quantité suffisante sans apport de la part de l'homme et se reproduit librement.
C'est une espèce très résistante, qui s'adapte facilement aux conditions environnementales. L'espérance de vie d'un poisson rouge est de trente ans, du moins tant qu'il est maintenu dans de bonnes conditions. Des records de longévité de près de 50 ans ont même été enregistrés.
Toutefois, les poissons rouges ont des prédateurs naturels comme les oiseaux pêcheurs (corvidés, hérons…), les serpents aquatiques (couleuvres) ou les gros batraciens, et jusque dans les aquariums où les chats domestiques plongent volontiers la patte.

Quelques prédateurs du poisson rouge
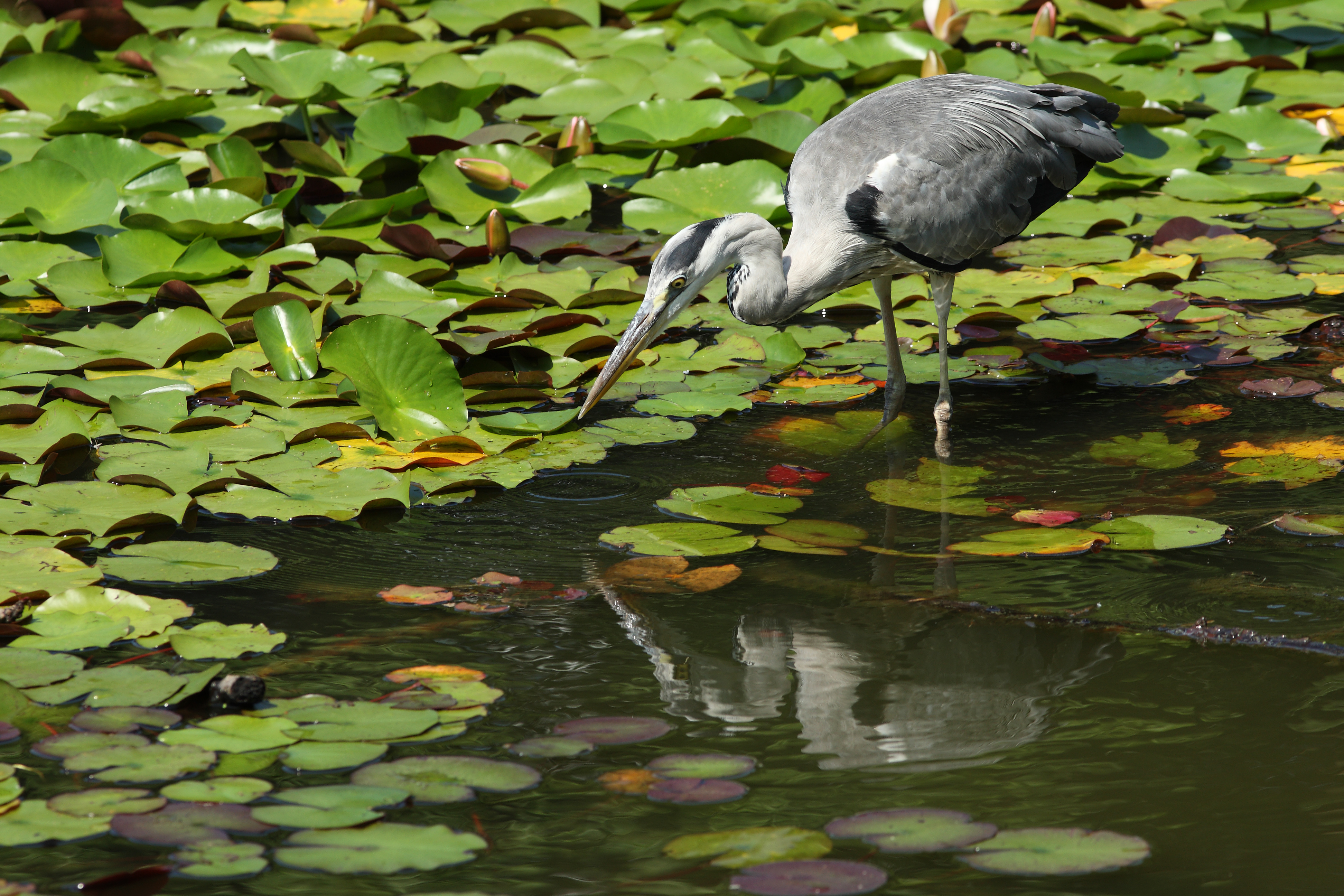
Héron cendré
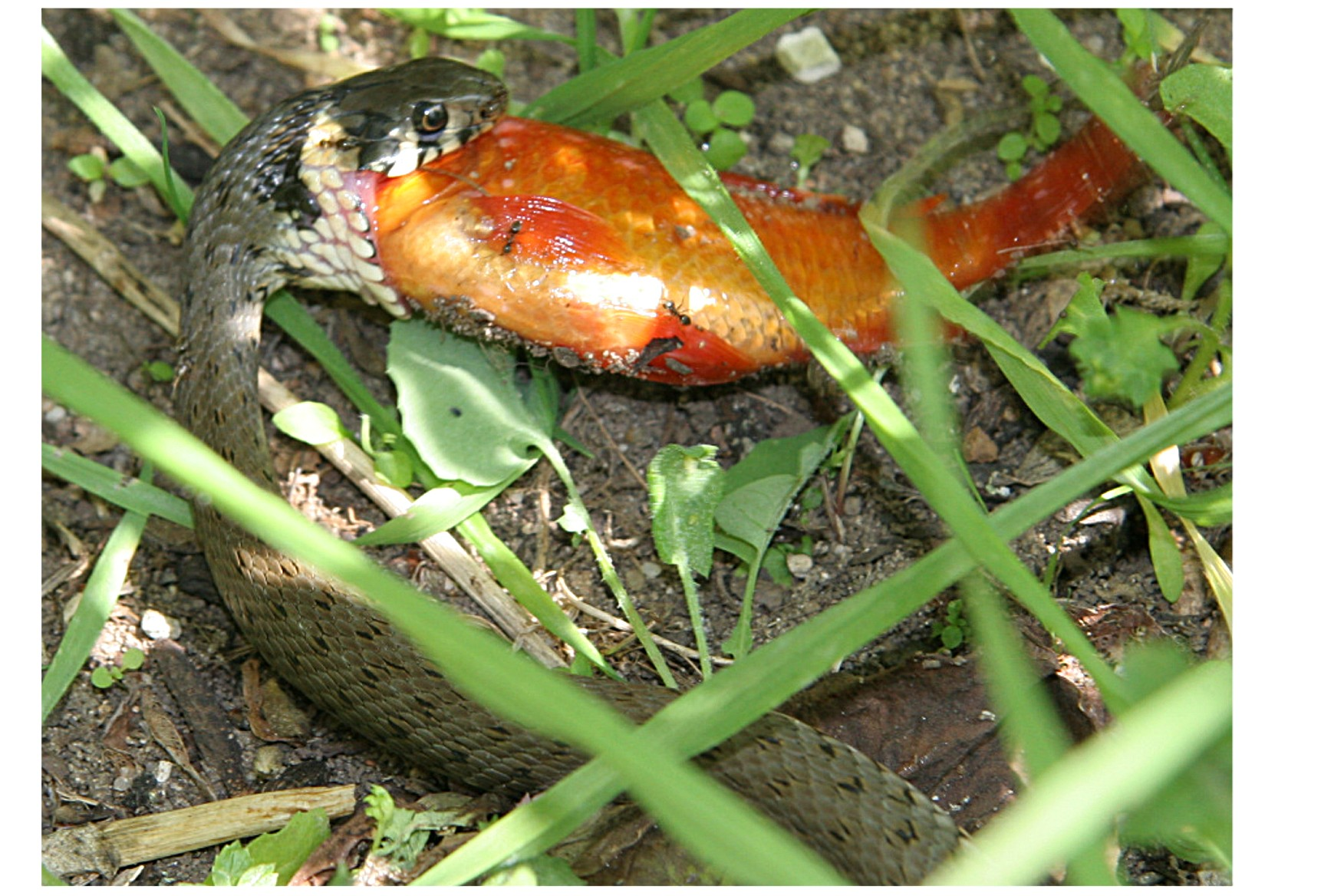
Couleuvre à collier
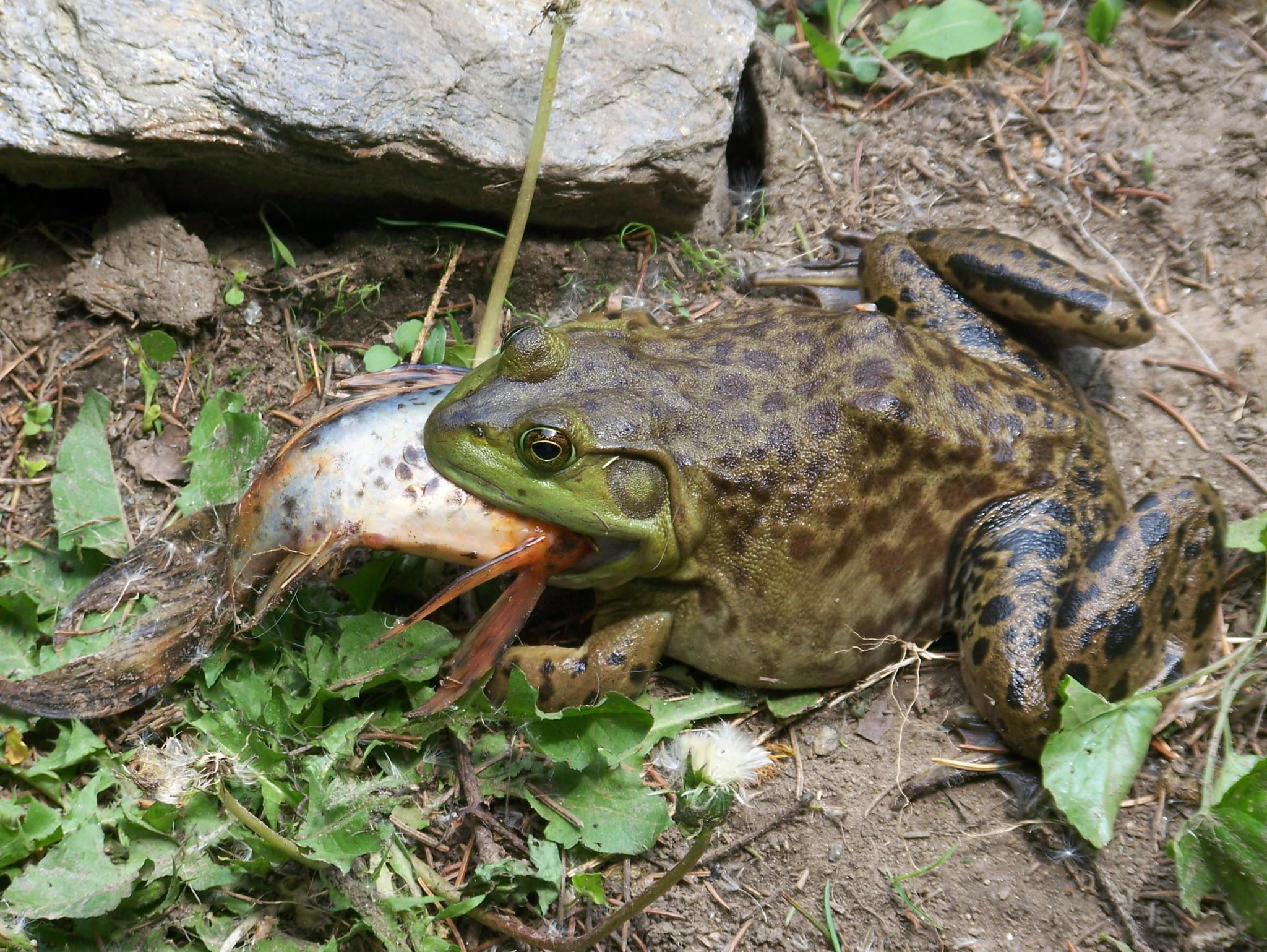
Grosse grenouille (Ouaouaron ?)
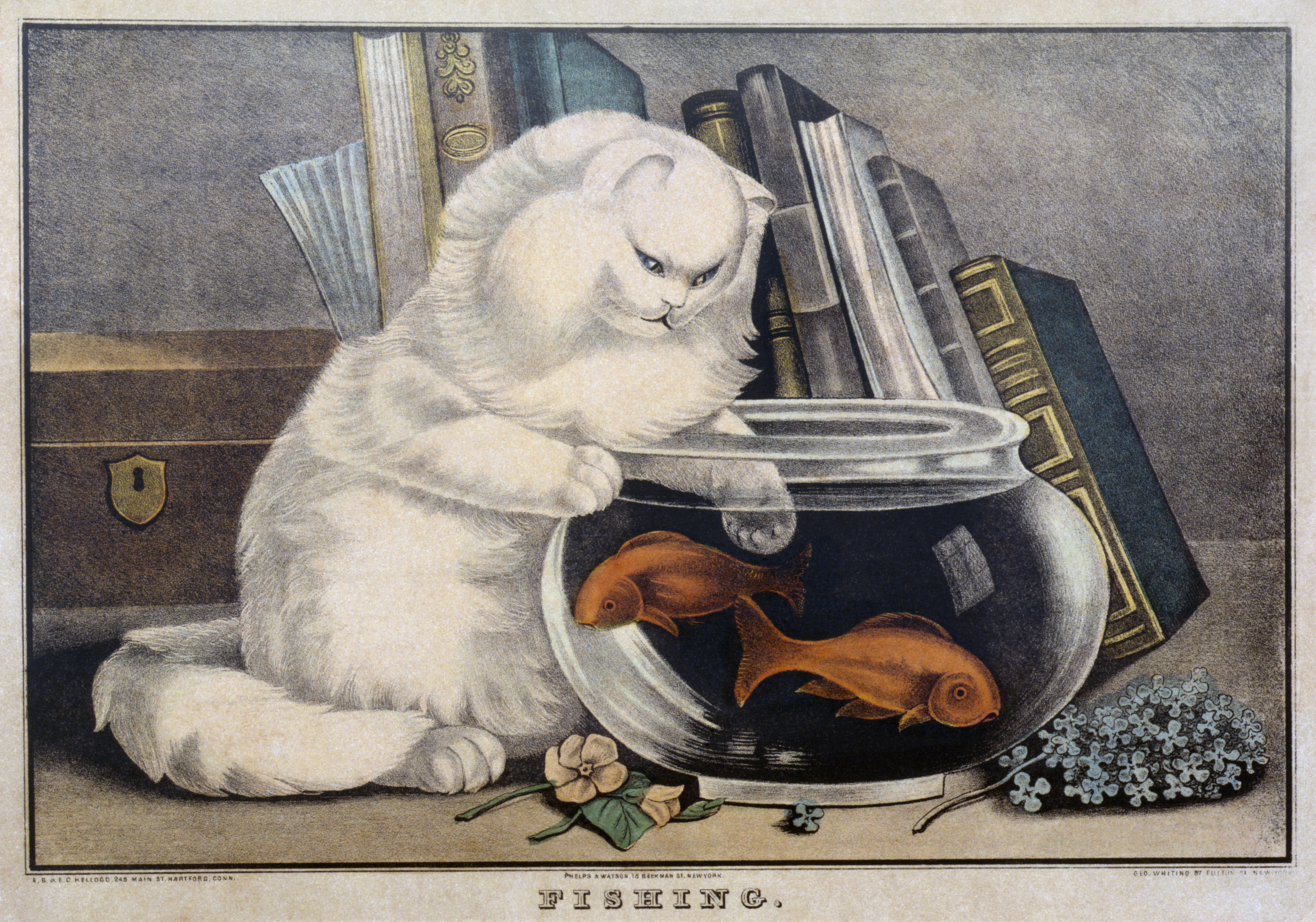
Chat

### Reproduction
Au printemps, quand l'eau atteint 14 à 16 °C, les poissons rouges s'apprêtent à se reproduire.
Le mâle atteint sa maturité sexuelle à deux ans et la femelle à trois ans. Les femelles sont plus rondes et plus pleines que les mâles quand arrive la période de fécondation. On reconnaît qu'elles sont prêtes à pondre car le ventre devient mou et l'orifice génital paraît proéminent. À cette période les mâles libèrent facilement de la laitance lorsqu'ils sont manipulés. Ils portent des « boutons de noce » blancs et rugueux sur les opercules ainsi que sur le premier rayon des nageoires pectorales qui sont souvent plus développées que chez les femelles.
La reproduction est appelée « le frai ». La femelle accompagnée de plusieurs mâles prend appui sur les supports (frayères) disponibles pour pondre. Les ovules et la laitance sont libérés en pleine eau et c'est à ce moment que doit avoir lieu la fécondation. Au contact de l'eau, les protéines qui couvrent l'œuf commencent à devenir adhésives, l'œuf s'hydrate et se gonfle, et le micropyle se referme. Les ovules qui n'ont pas été fécondés à ce stade sont perdus. Les œufs adhèrent alors aux végétaux et aux surfaces environnantes. L'incubation peut commencer. Les œufs qui sont trop agglomérés les uns aux autres, tombés au sol ou dans un réduit mal oxygéné risquent fort d'être perdus par manque d'oxygène ou contact pathogène.
L'éclosion des œufs restant a lieu après moins d'une semaine. La durée de l'embryogénèse varie en fonction de la température et peut demander de six à trois jours dans une eau respectivement de 16 à 24 °C. À l'éclosion, les extrémités de l'appareil digestif (bouche et anus) de la larve ne sont pas encore ouverts, mais celle-ci dispose d'une réserve vitelline qui lui apporte l'énergie et les nutriments nécessaires pour achever sa formation.
Cependant, n'ayant pas encore de vessie natatoire, la larve coule et ne peut tenir en eau sans fournir un effort considérable. Elle cherche donc à s'accrocher aux supports qu'elle trouve. Cette période dite de résorption de la vésicule peut demander deux à quatre jours (toujours selon la température).
Dès qu'elle en est capable, la larve vient à la surface capter une bulle d'air qui vient gonfler sa vessie natatoire et lui permet ainsi de nager normalement. À partir de ce moment, elle doit commencer à se nourrir (infusoires, rotifères, débris végétaux…).
D'abord bruns, les alevins acquièrent leur coloration définitive durant les trois ou quatre premiers mois de leur vie, en fonction de la température de l'eau.

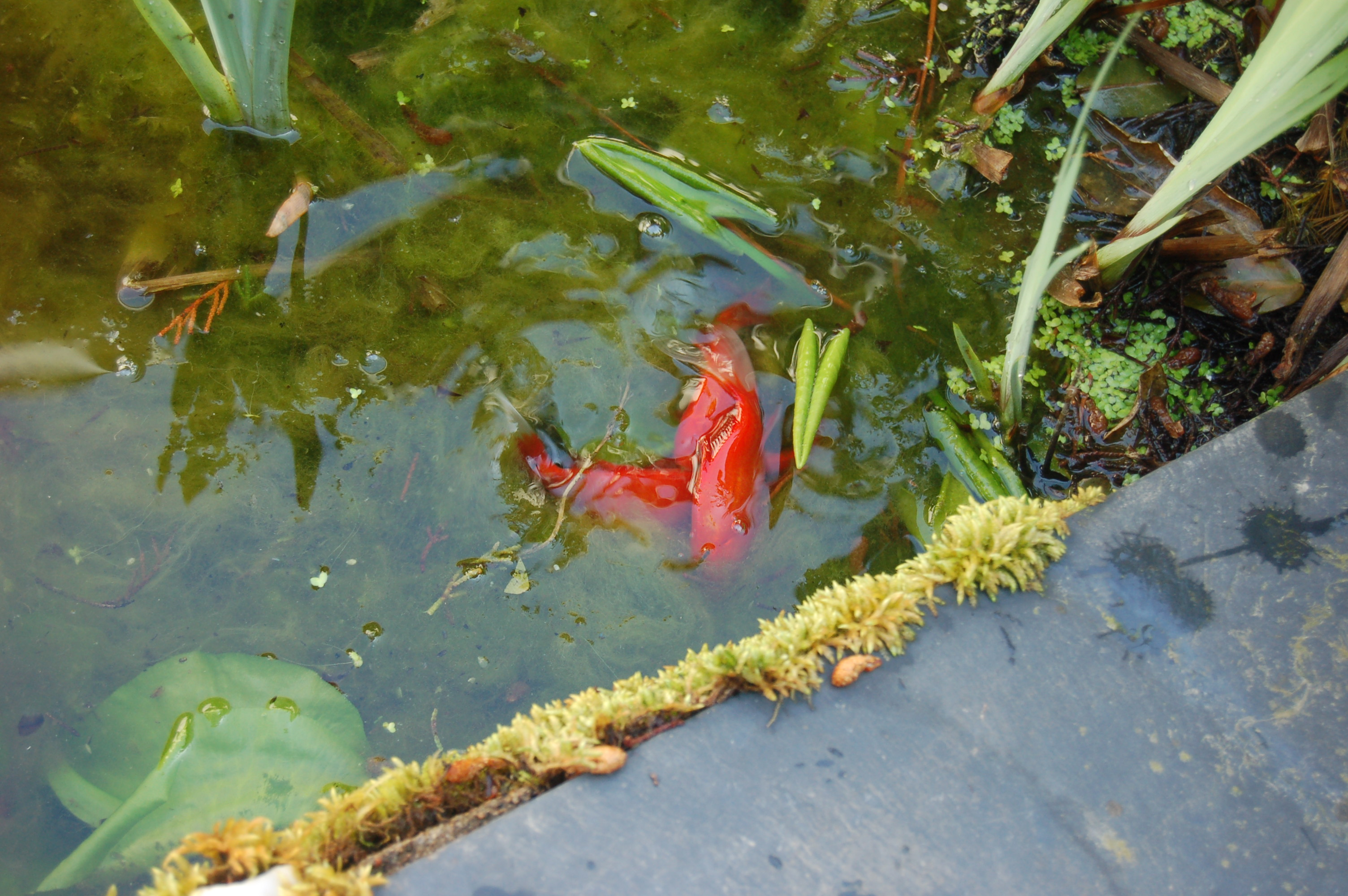
Adultes en cours de frai
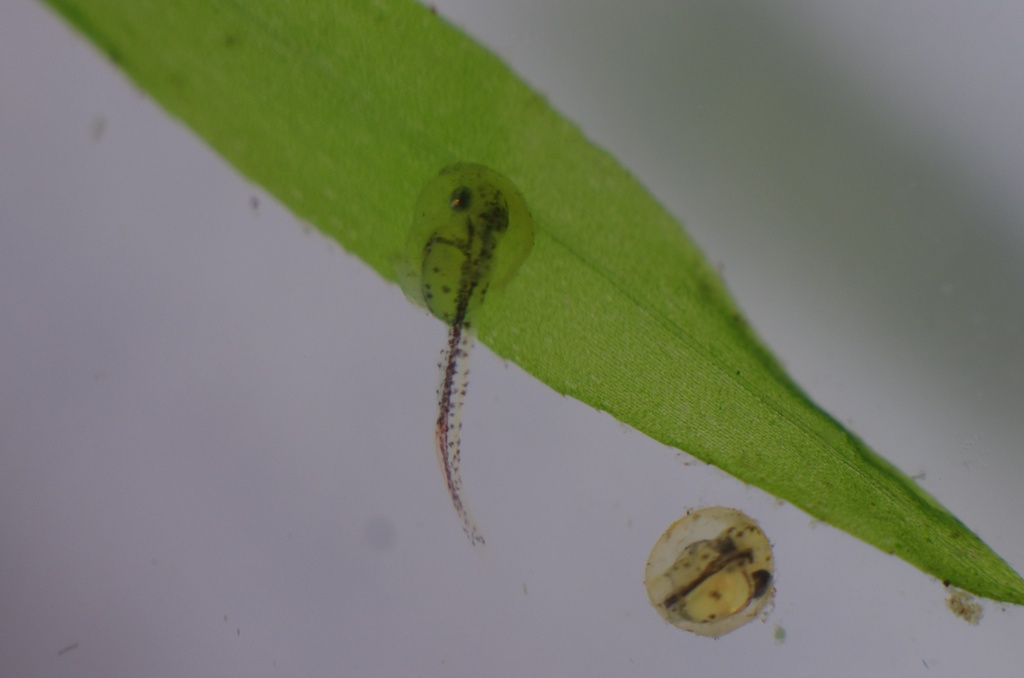
Alevins, juste après l'éclosion et dans l'œuf
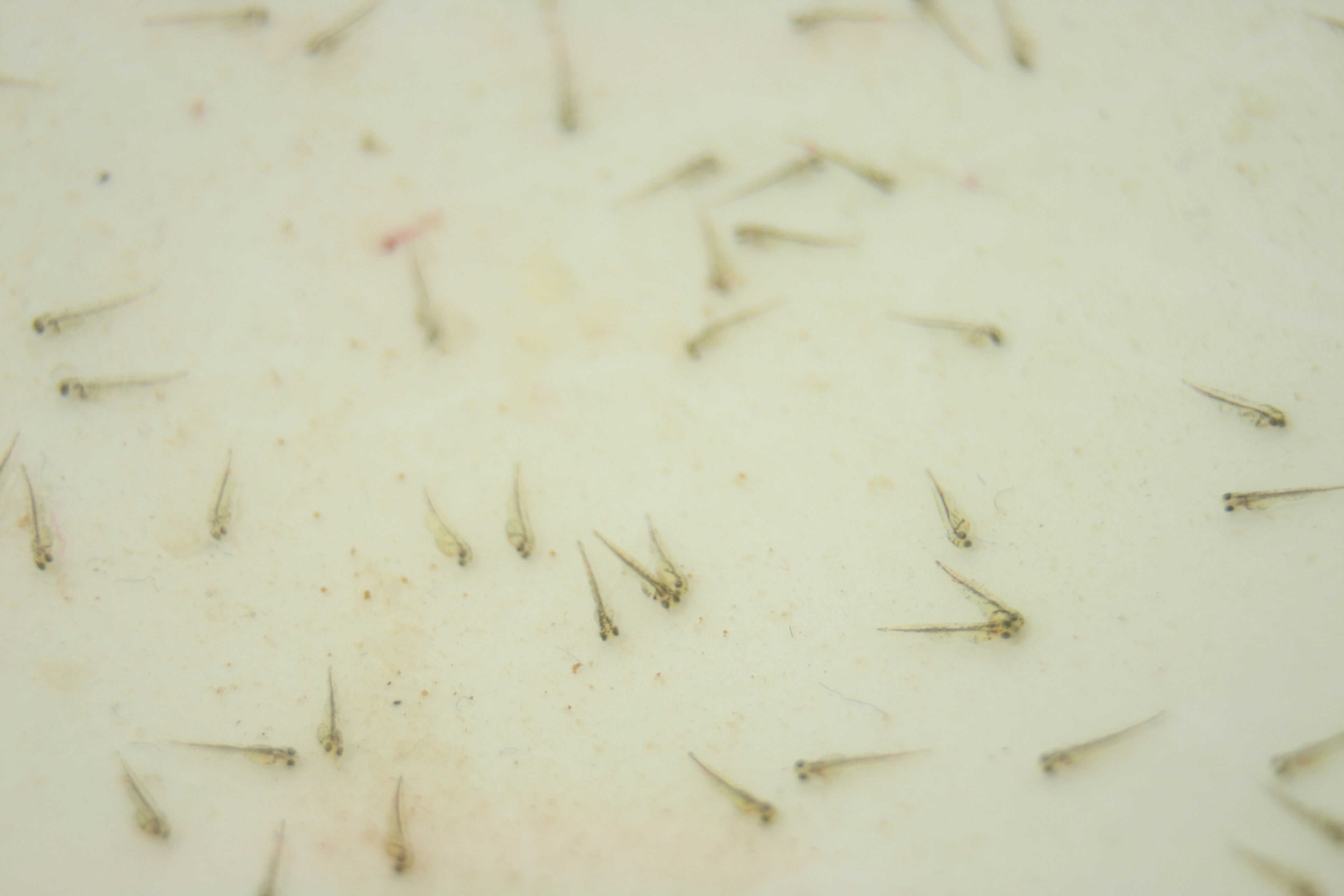
Alevins de poissons rouges
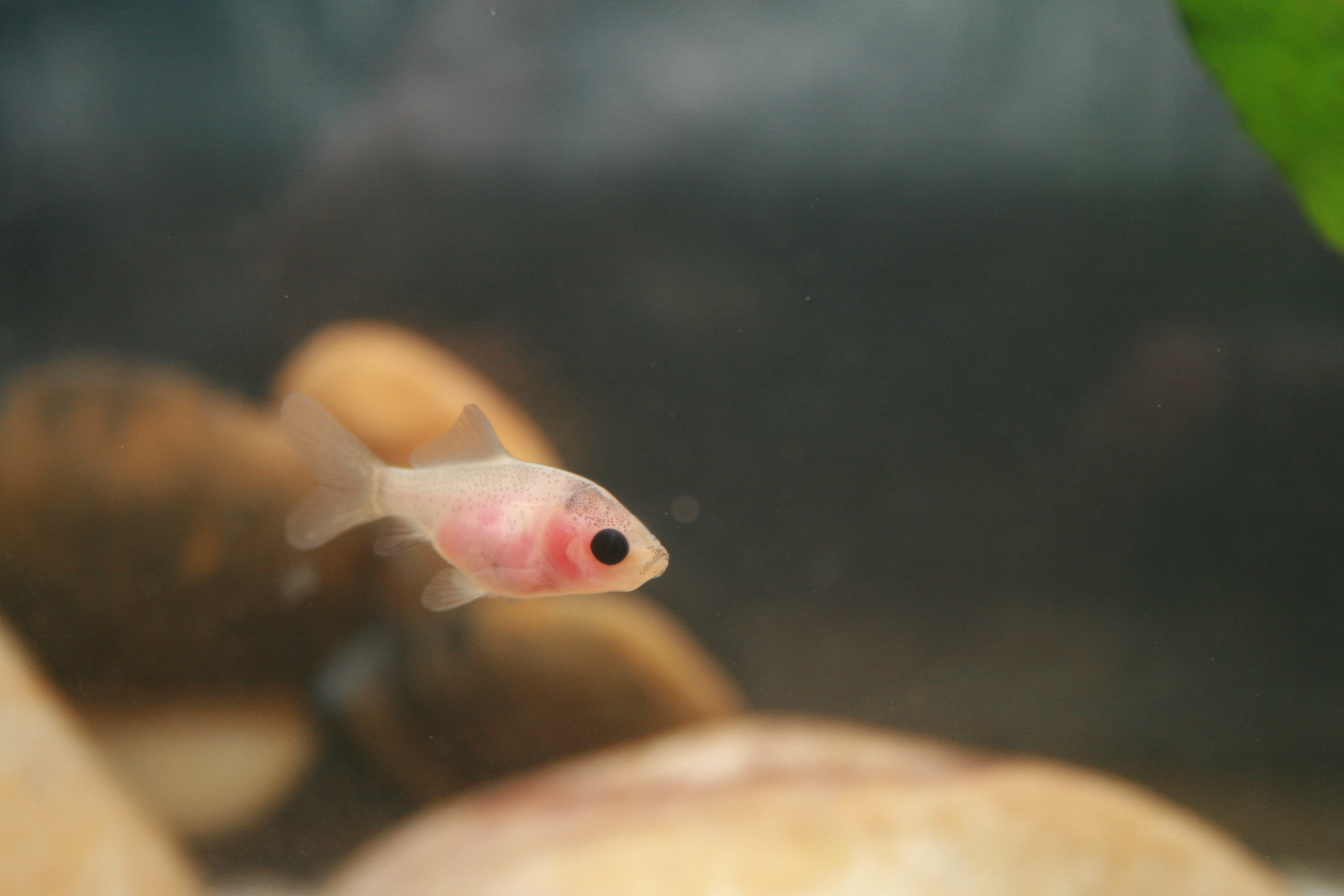
Jeune poisson rouge

### La mémoire du poisson rouge
Le poisson rouge aurait la mémoire de la douleur pendant au moins 24 h et peut être entraîné à garder la mémoire d'un événement jusqu'à trois mois, d'après une étude réalisée par l'Université de Plymouth. Une étude réalisée ultérieurement à l'Université Queen's de Belfast a confirmé qu'il ressent la douleur et peut apprendre à l'éviter dans un aquarium où il reçoit des décharges électriques dans certains secteurs. Il mémorise également l'heure de distribution de la nourriture,, et peut apprendre à réagir à des signaux lumineux pour recevoir des aliments. Les soi-disant 9 secondes seulement d'attention du poisson rouge ne sont donc que des rumeurs.

## Classification
Des recherches sont en cours afin de déterminer si Carassius auratus a évolué pour donner des sous-espèces, et combien. De plus, relâchés dans la nature, les poissons rouges s'hybrident facilement avec d'autres Cyprinidés.
Ainsi, il n'est pas certain que le poisson rouge d'élevage se distingue suffisamment de l'espèce souche pour justifier le statut de sous-espèce.

### Liste des sous-espèces
L'existence de sous-espèces fait débat.
Selon World Register of Marine Species (6 avr. 2011) :
- sous-espèce Carassius auratus auratus (Linnaeus, 1758)

### Synonymes
- Carassius burgeri Temminck & Schlegel, 1846
- Carassius coeruleus Basilewsky, 1855
- Carassius discolor Basilewsky, 1855
- Carassius discolor Basilewsky, 1855
- Carassius encobia Bonaparte, 1845
- Carassius encobia Bonaparte, 1845
- Carassius grandoculis Temminck & Schlegel, 1846
- Carassius langsdorfii Temminck & Schlegel, 1846
- Carassius pekinensis Basilewsky, 1855
- Cyprinus auratus Linnaeus, 1758
- Cyprinus chinensis Gronow, 1854
- Cyprinus gibelioides Cantor, 1842
- Cyprinus gibelioides Cantor, 1842
- Cyprinus maillardi Guichenot
- Cyprinus mauritianus Bennett, 1832
- Cyprinus nigrescens Günther, 1868
- Cyprinus thoracatus Valenciennes 1842
- Neocarassius ventricosus Castelnau, 1872

## Le poisson rouge et l'homme

### Origine et histoire du poisson rouge d'élevage
Les poissons rouges sont originaires des rivières, lacs et étangs de Chine où leur domestication est déjà mentionnée en 970 av. J.-C[réf. souhaitée]. Avant le XVIe siècle, seuls les nobles les élevaient. Les poissons rouges étaient particulièrement vénérés sous la dynastie Song (960-1279). Ils ont tout d'abord été conservés dans de riches bocaux de porcelaine puis dans des sphères de cristal.

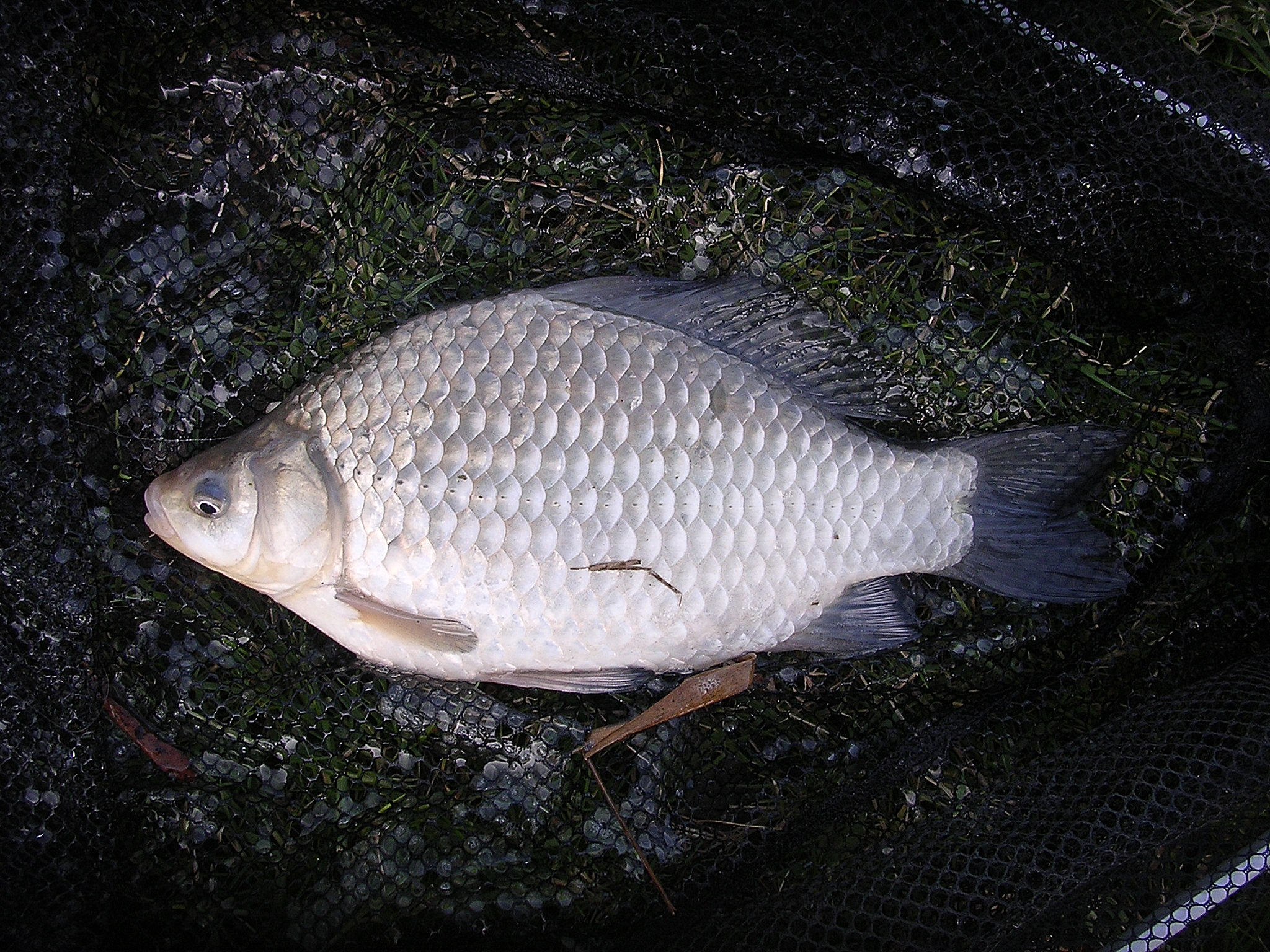
Gros carassin doré sauvage pêché en Chine
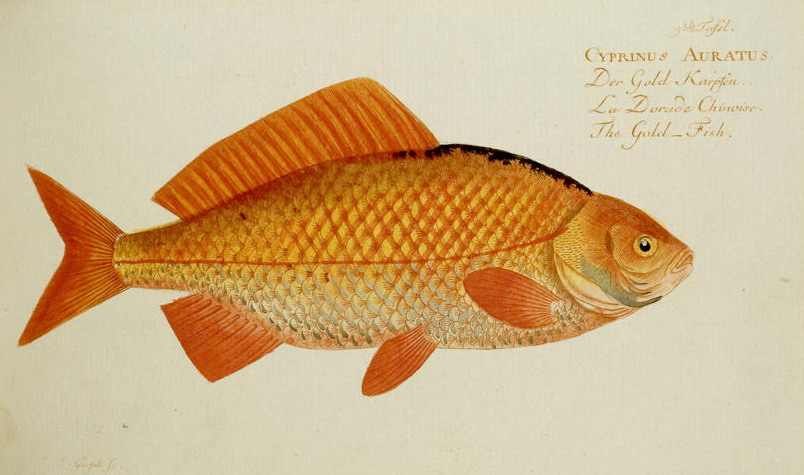
Gravure de Cyprinus auratius (un synonyme) en 1782
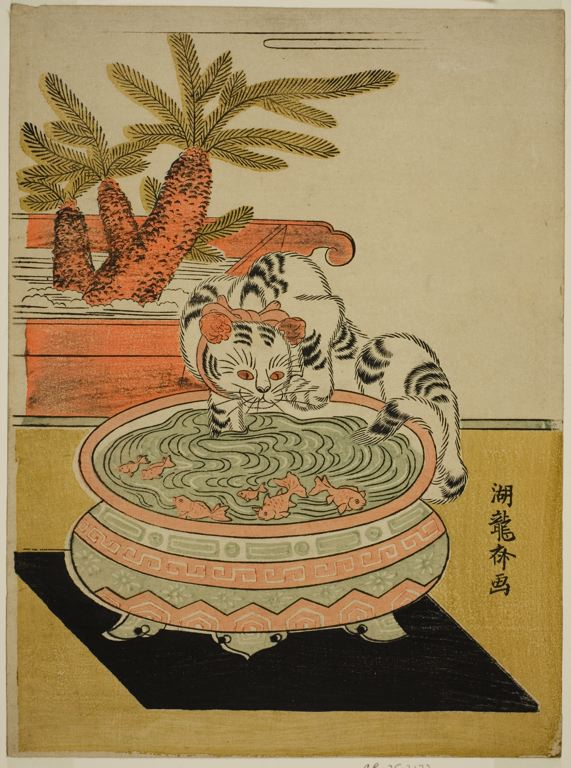
Vasque japonaise, vers la fin du XVIIIe siècle.
Vase à pied européen en verre, fin du XVIIIe siècle.
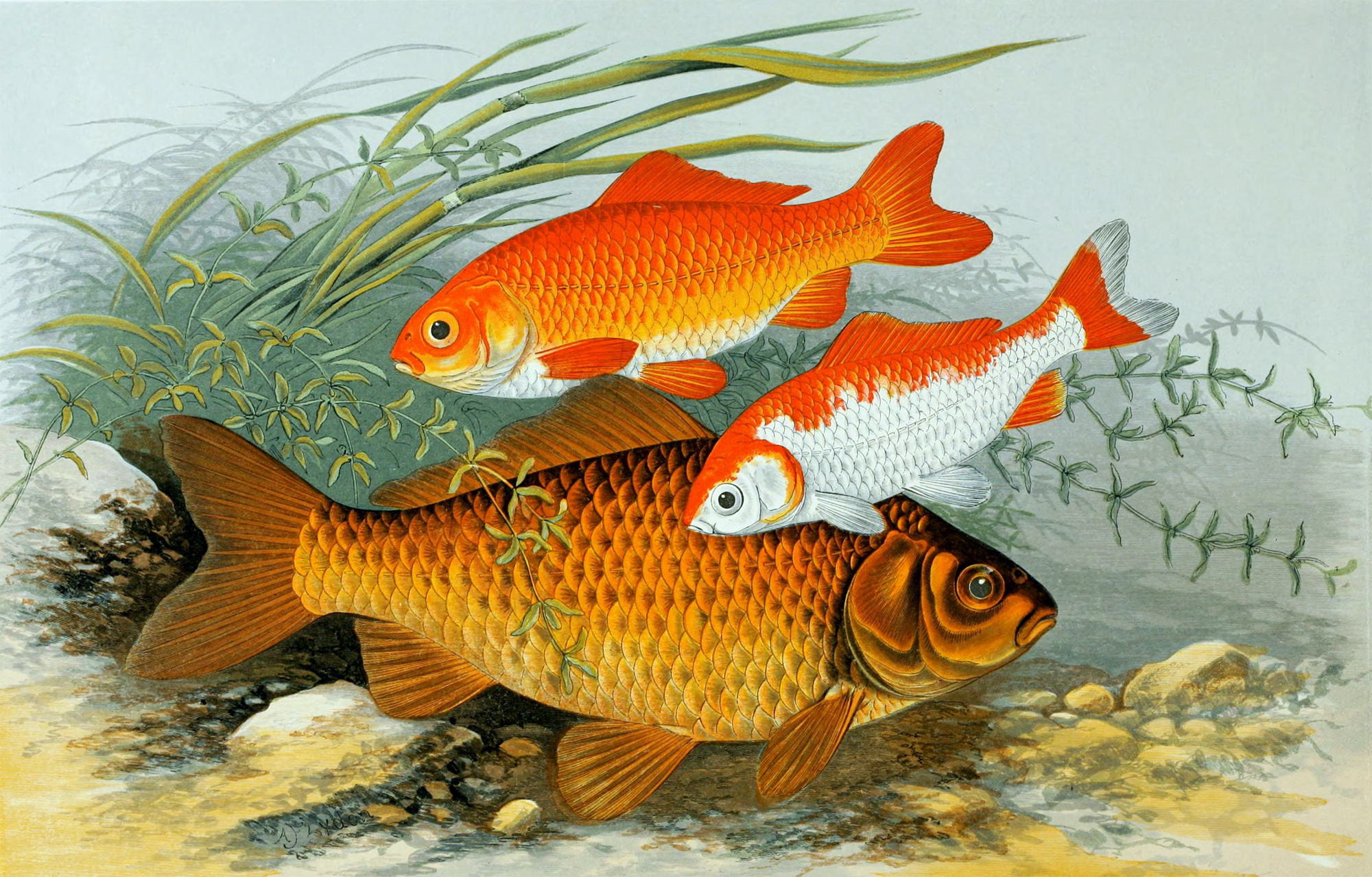
Carassins dorés dessinés en 1879
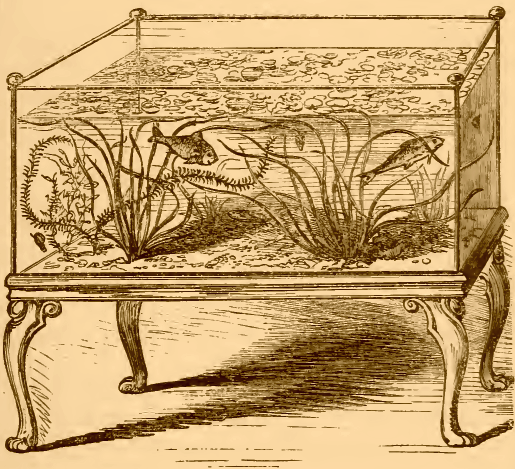
Bac d'aquarium anglais du XIXe siècle

Par la suite, les éleveurs sont parvenus à présenter des variétés de poissons rouges toujours plus étonnantes, à la faveur des croisements et mutations génétiques. Des associations répertorient plus d'une vingtaine de variétés et des concours sont organisés pour présenter les plus beaux spécimens, notamment dans la ville chinoise de Fuzhou, capitale asiatique du marché du poisson rouge.

### Soins en captivité

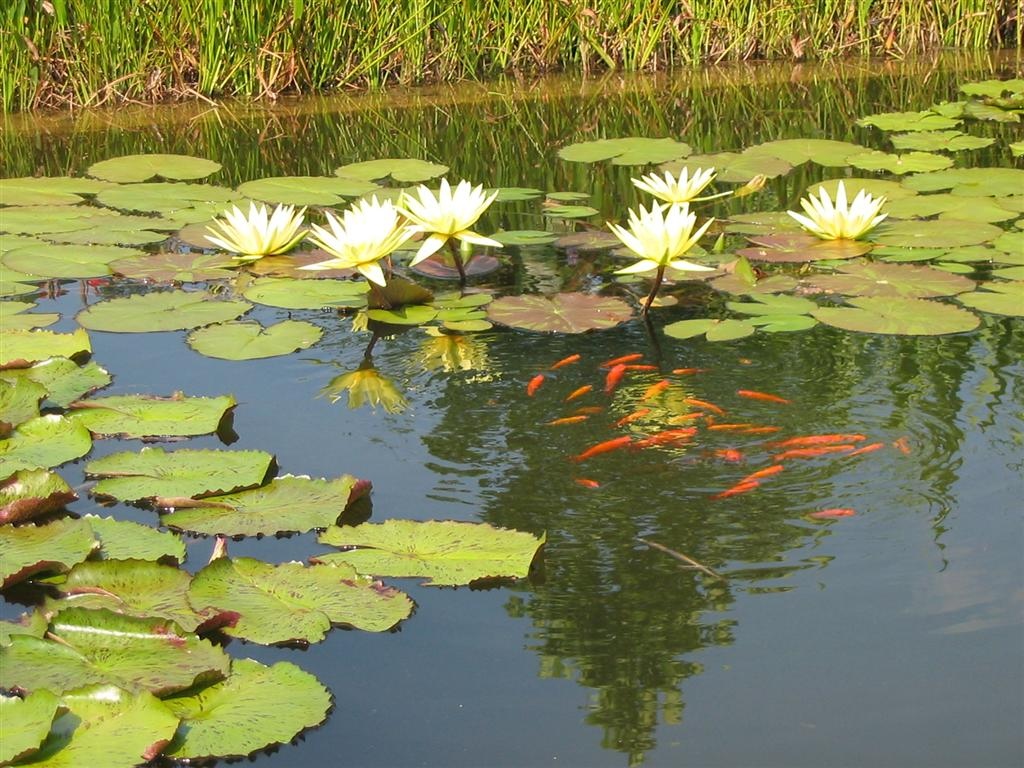
Banc de poissons rouges en bassin.

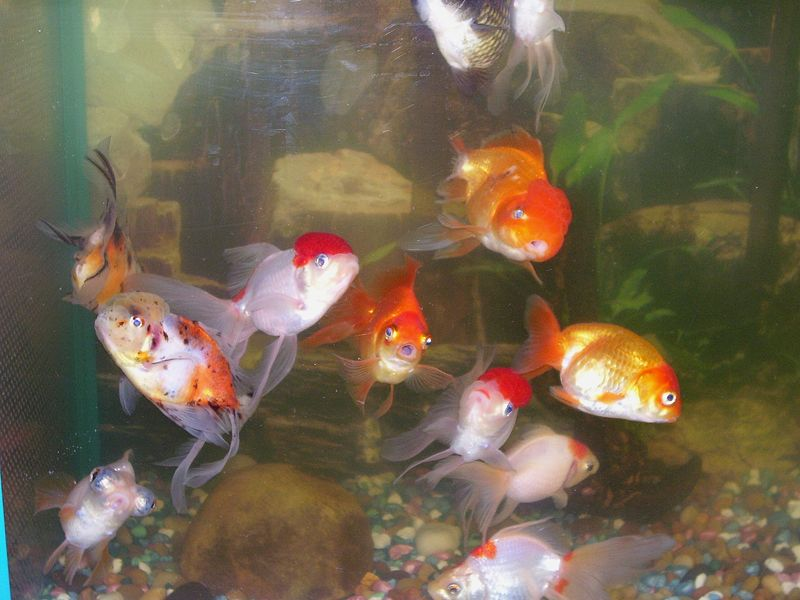
Poissons rouges dans un aquarium pollué et surpeuplé.

Du fait de leur taille adulte, au moins 15 cm de longueur pour les variétés sélectionnées, et jusqu'à 47 cm pour le poisson rouge classique, ces animaux ont énormément besoin d'espace de nage. Les poissons rouges classiques sont adaptés aux grandes pièces d'eau mais, avec des soins et un équipement appropriés, ils peuvent vivre en petit bassin, en viviers ou dans de grands aquariums.
Les poissons rouges vivent dans l'eau froide, entre des températures de 1 °C à 28 °C. Pour les variétés dérivées, comme les queue-de-voile, les télescopes, les oranda, les tête-de-lion, les bubble-eyes... qui sont plus délicates, la température doit être comprise entre 22 °C et 28 °C l'idéal étant 26 °C.
L'eau doit avoir un pH plutôt neutre à alcalin (basique) compris entre 7,0 et 8,0, et une dureté de 5 °d GH à 15 °d GH.
En aquariophilie, les bacs de gros volume sont recommandés, avec un minimum de 100 L pour un poisson à quoi s'ajoute 50 L par poisson supplémentaire pour les variétés sélectionnées. Il faut donc prévoir un volume d'au moins 150 L pour un couple de variété sélectionnée. En revanche, pour le poisson rouge commun, qui atteint une taille adulte plus importante, il faut un bac de 100 L pour un poisson et 100 litres par poisson supplémentaire. L'aquarium doit aussi être équipé d'une filtration puissante car ce sont de gros détritivores.
| Origine         | Chine                                                | Eau           | eau douce |
| Dureté de l'eau | 5 à 15 °GH                                           | pH            | 7 à 8 |
| Température     | 1 à 30, l'idéale est d'environ 20°C °C               | Volume mini.  | - 100 litres minimum pour un poisson rouge de variété sélectionnée et 50 litres par poisson supplémentaire. - 100 litres minimum pour un poisson rouge commun et 100 litres par poisson supplémentaire. |
| Alimentation    | Omnivore à forte tendance insectivore et détritivore | Taille adulte | 15 à 47 cm selon les races et variétés |
| Reproduction    | Ovipare                                              | Zone occupée  | Tout l'aquarium, nage en pleine eau, se nourrit en surface et fouille le fond. |
| Sociabilité     | En groupe                                            | Difficulté    | Facile (dans de bonnes conditions de maintenance) |

Lors d'un nettoyage complet (remplacement de la totalité de l'eau) la faune bactérienne participant à la dénitrification du milieu est entièrement détruite. Or, celle-ci est essentielle pour maintenir certaines matières nocives à un niveau non préjudiciable à la santé des poissons. Cette population bactérienne se reconstitue, selon le contexte, en 3 à 6 semaines. C'est pour cela que l'on conseille plutôt de faire des changements d'eau fréquents (tous les 15 jours voire plus si nécessaire) mais ne dépassant pas 1/5 du volume total de l'aquarium.
La vie en bocal, boule ou petit bac, est donc incongrue. L'espérance de vie normale d'un poisson rouge est d'une trentaine d'années, et il grandit considérablement. Ceux conservés dans de petits volumes sont atteints de nanisme, de difformités et, très souvent, meurent prématurément.
De plus, pour ce poisson grégaire, une vie solitaire dans un bocal ne peut être qu'une survie difficile à supporter.
Certaines autorités considèrent maintenant le maintien de poissons rouges dans des bocaux ronds comme de la maltraitance. L'Italie, l'Allemagne, les Pays-bas et la Suisse ont même interdit leur utilisation.

#### Alimentation en captivité

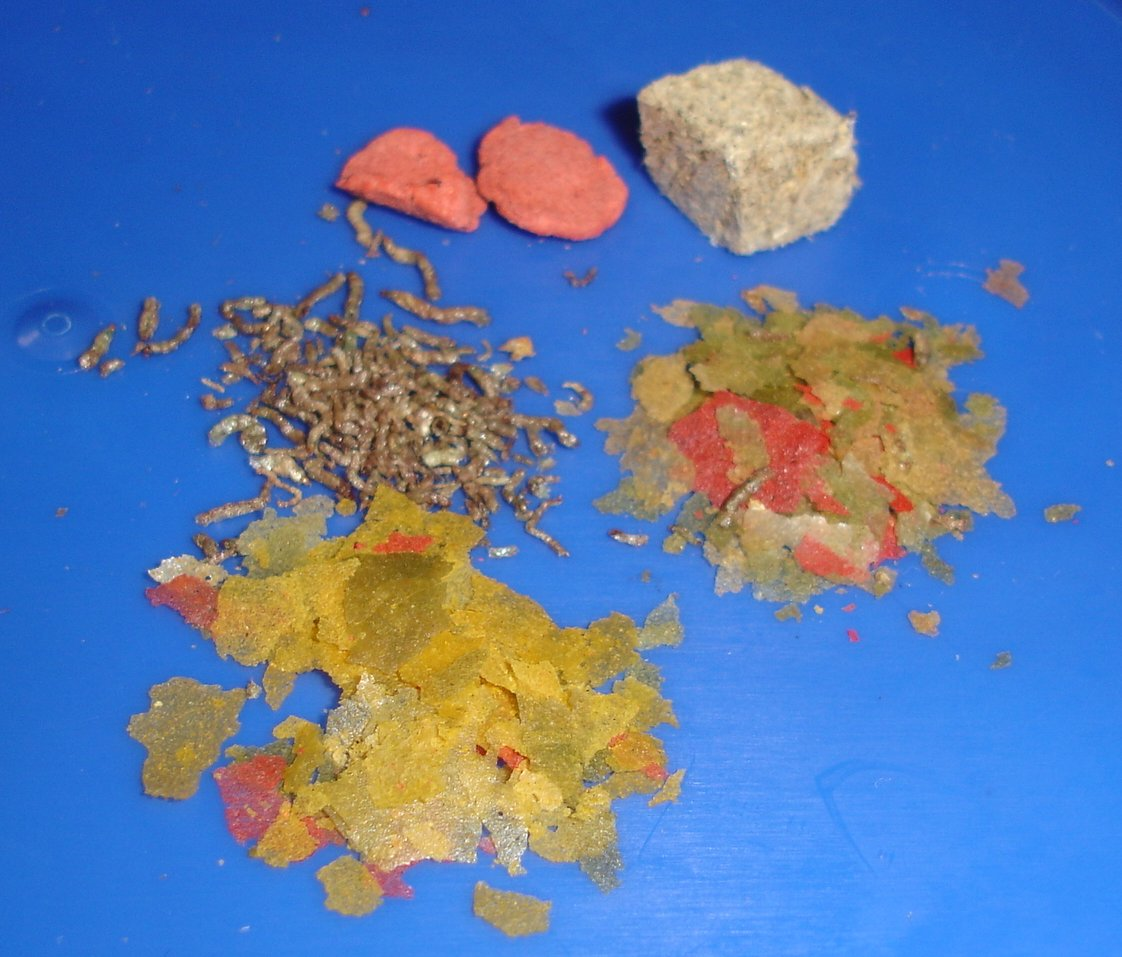
Nourriture pour poisson rouge disponible dans le commerce sous différentes formes.

Dans les étangs, les mares et les bassins mixtes (eau et plantes) pas trop peuplés, il trouve en principe de la nourriture vivante et végétale en quantité suffisante. En bassin surpeuplé, en vivier et en aquarium, on lui donnera, en complément ou en menu principal, de la nourriture du commerce adaptée.
Le poisson rouge est dit « glouton » puisqu'il peut, lorsqu'il est nourri par l'homme, manger bien plus qu'il ne lui est nécessaire, au risque d'être malade. Pour savoir quelle quantité leur donner, il faut respecter la règle « ne donner que ce qui peut être mangé en 3 minutes ». On conseille généralement de ne nourrir les poissons rouges que deux fois par jour maximum. On peut adapter ainsi la ration en fonction des poissons, de leur taille, leur nombre, leur appétit, la température, etc[réf. nécessaire].
Choisir de préférence des granulés pour poissons rouges submersibles, qui évitent aussi aux poissons de happer de l'air en surface, ce qui provoque parfois des troubles de la vessie natatoire chez les poissons rouges de forme ovoïde. Éviter les daphnies séchées, elles n'ont aucun intérêt nutritif, et le pain, qui gonfle dans leur intestin et peut leur provoquer de graves problèmes de digestion.
Si leur espace n'est pas suffisamment planté, il est conseillé de compléter le menu par de la verdure (salade pochée, épinard, courgette…) et, s'il n'est pas situé à l'extérieur, par de la nourriture vivante et/ou congelée (artémies, vers de vase rouges, larves de moustiques…).

#### Reproduction en captivité
En bassin, les poissons rouges s'apprêtent à se reproduire au printemps, quand l'eau atteint 14 à 16 °C. En aquarium, il est nécessaire de baisser la température durant l'hiver si on souhaite tenter une reproduction car le cycle de maturation doit passer par une phase de dormance. Dans un bassin, il faut au moins 50 cm de profondeur pour que le fond ne gèle pas, si la surface gèle, il ne faut surtout pas essayer de briser la glace car le choc peut endommager, voire tuer les poissons. Ils peuvent très bien tenir la période sous la glace sans nourriture.

#### Comportement en captivité
Poisson sociable qui vit en banc, mais peut manger ses petits.

#### Santé

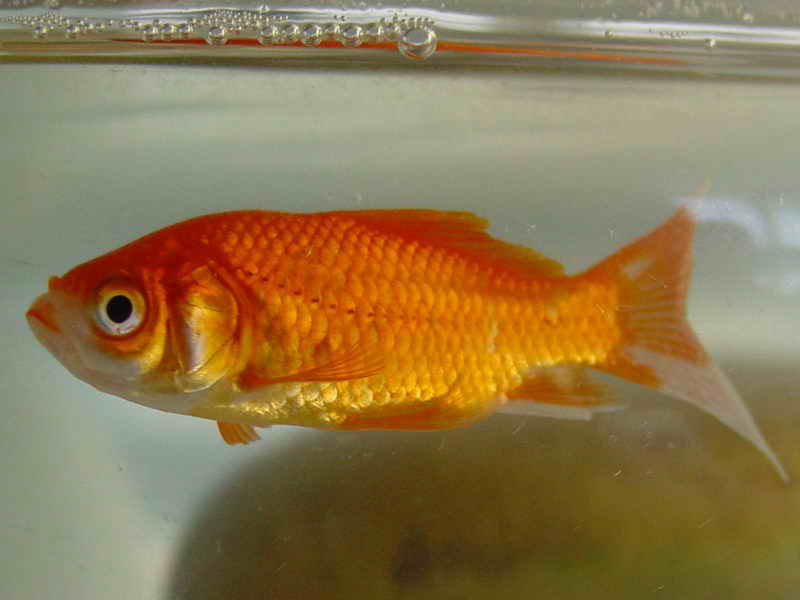
Poisson rouge en bocal : affaibli, nageoires repliées et cherchant l'oxygène en surface.

Le poisson rouge est un animal domestique très apprécié pour sa facilité d'adaptation à l'environnement et son élevage aisé.
C'est un animal volontiers glouton en captivité, dont il faut surveiller l'alimentation. Les maladies et morts surviennent le plus souvent à cause d'un mauvais entretien (aquarium trop petit, mauvaise filtration, alimentation inadéquate, surpeuplement…).
Dans des bocaux ou des aquariums d'un trop faible volume les poissons rouges développent une forme de nanisme qui entraîne des malformations des organes, et leur durée de vie est considérablement raccourcie.
Il peut aussi développer des points blancs, signe d'une infection parasitaire : l'ichtyophthiriose (à ne pas confondre avec des boutons de noces).

### Danger pour la nature

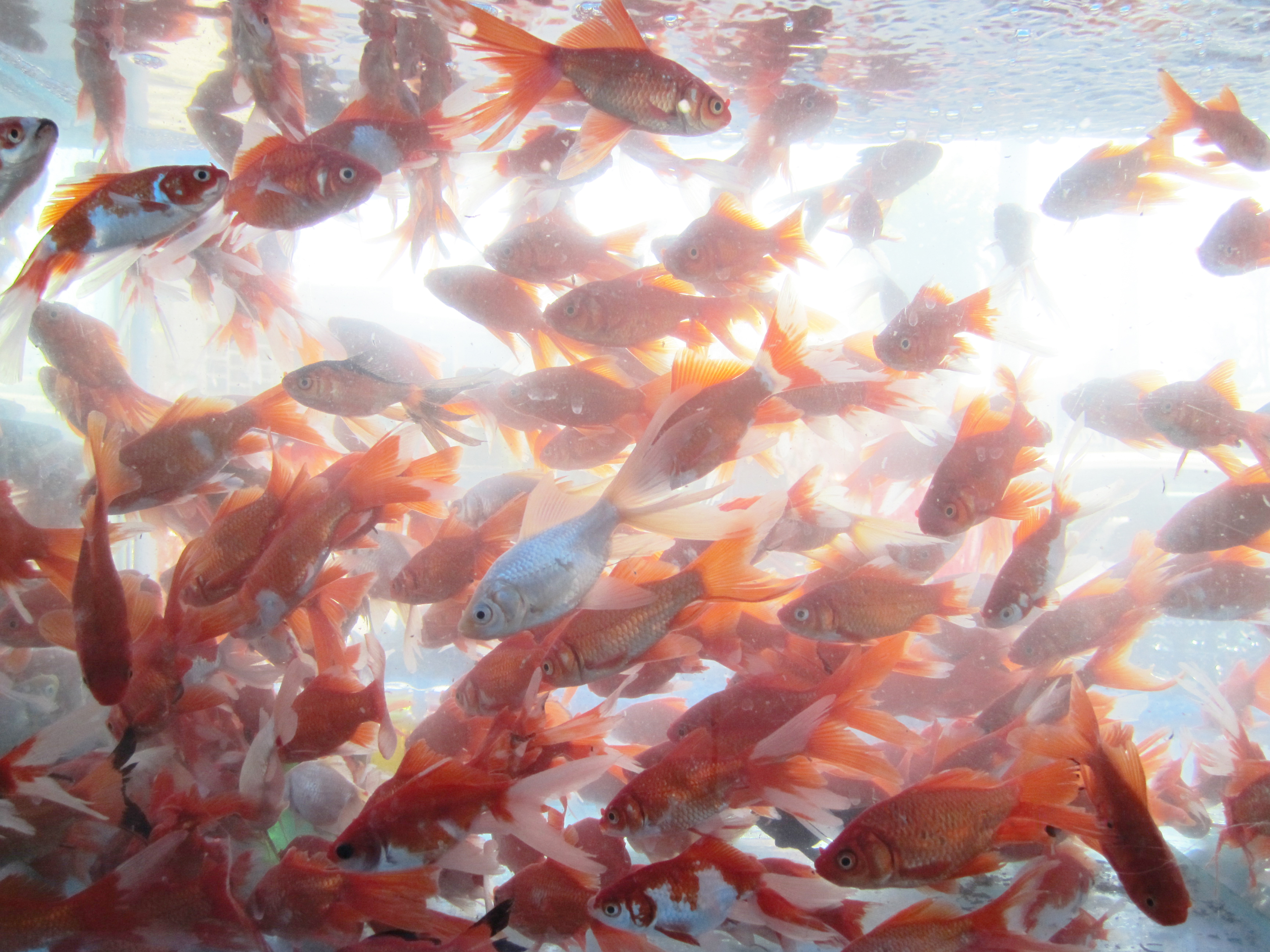
Poissons rouges à vendre dans un aquarium

Il ne faut absolument pas relâcher ses poissons dans la nature car outre le fait que cela soit illégal, il peut dévaster un écosystème, dans les petites mares il sera un superprédateur et mangera tous les œufs/jeunes amphibiens qui sont déjà fortement fragilisés. Dans une étendue d'eau plus grande il peut s'hybrider et abimer le patrimoine génétique des habitants.

### Statut de protection
En France, depuis l'arrêté du 11 août 2006, fixant la liste des espèces, races ou variétés d'animaux domestiques, il est établi que le poisson rouge est considéré comme une espèce domestique, comme 4 autres poissons, ce qui le protège (théoriquement) de la maltraitance telle que l'élevage dans des aquariums trop petits (< 100 litres) ou le maintien en solitaire.
En France, la cession des poissons rouges en guise de lot, par exemple en fête foraine, est illégale,.

#### Marronnage
Le marronnage est fréquent. Les poissons rouges relâchés dans la nature se croisent facilement avec d'autres Cyprinidés.
Une étude génétique a montré qu'en Angleterre la plupart des carassins communs (Carassius carassius) capturés s'étaient en fait hybridés avec le poisson rouge (Carassius carassius × Carassius auratus) ce qui pourrait poser des problèmes à long terme pour la survie de l'espèce. En Australie, ce poisson est considéré comme « l'une des pires espèces aquatiques invasives » et un programme destiné à arrêter leur prolifération a été mis en place.
Le poisson rouge peut donc être considéré comme une espèce invasive lorsqu'il est relâché dans la nature.

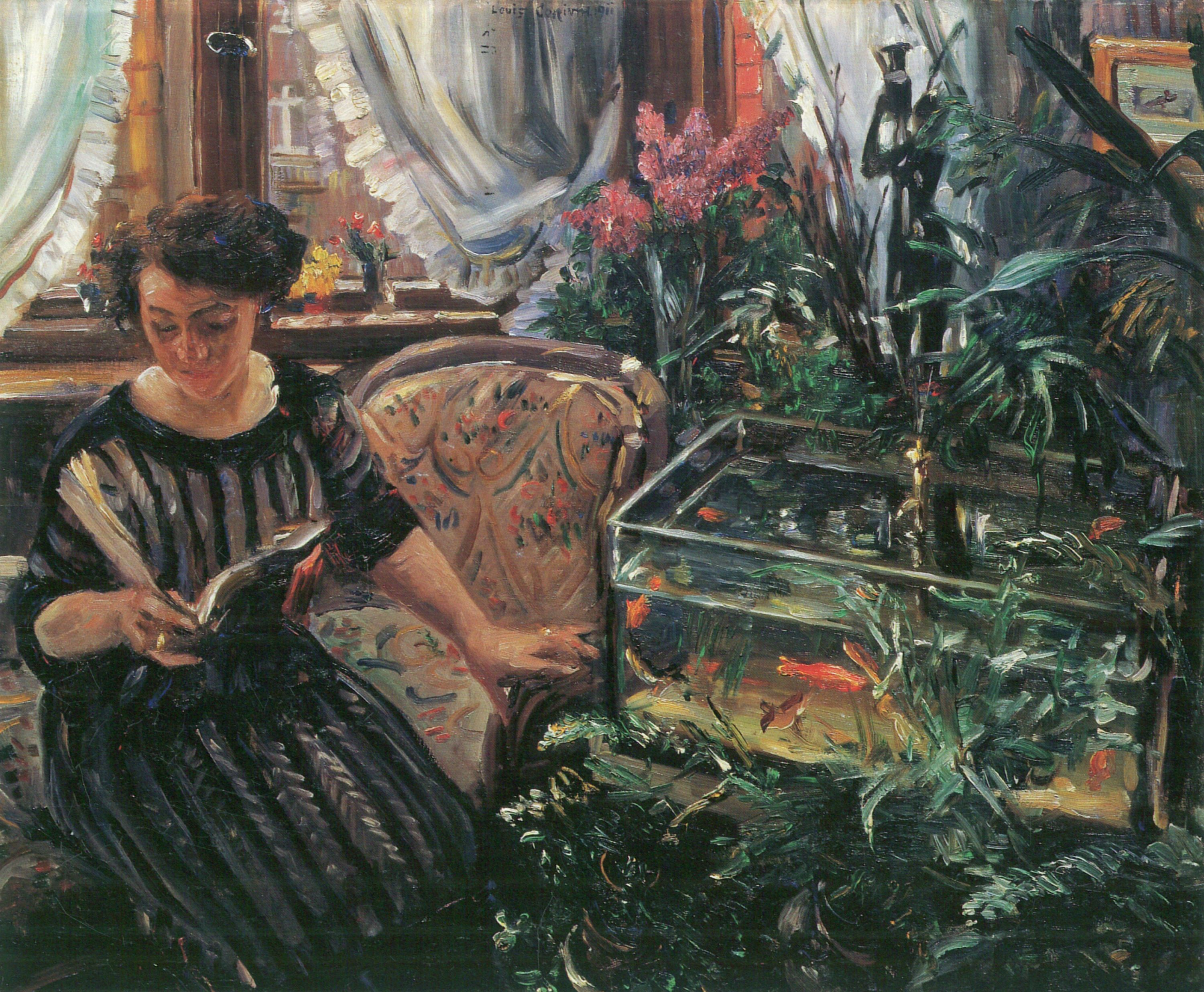
Dame à l'aquarium par Lovis Corinth, 1911